# Die Bibel – Jakob
Die Bibel – Jakob ist der dritte Teil der TV-Reihe Die Bibel und erzählt die frühen Jahre im Leben des alttestamentlichen Patriarchen Jakob.

## Handlung
Jakob lebt zusammen mit seiner Mutter Rebekka, seinem Vater Isaak und seinem Zwillingsbruder Esau im Land Kanaan. Wie auch seine Familie lebt er den Glauben, den ihm sein Großvater Abraham vermittelt hat, dass ein Volk, welches der Stamm gründen soll, Kanaan eines Tages besitzen werde.
Eines Tages kommt Esau erschöpft nach Hause. Er hat lange Zeit gejagt, um Nahrung für den Stamm zu bekommen. Als er beobachtet, wie Jakob einen Linseneintopf zubereitet, bittet er, auch davon essen zu dürfen. Doch da das Essen für Elon, den kranken Jungen des Stammesmitglieds Gaham bestimmt ist, verwehrt Jakob ihm das Essen. Er sagt es ihm erst zu, nach dem Esau sein Erstgeburtsrecht an Jakob abtritt.
Einige Jahre vergehen. Esau hat geheiratet – gegen den Wunsch Rebekkas eine Kanaaniterin – und ist im Begriff, ein Steinhaus zu bauen. Isaak selbst ist alt und fast blind. Da ruft er Esau zu sich und bittet ihn, für ihn jagen zu gehen, und ein Essen zuzubereiten. Danach, so Isaak, bekäme Esau den Segen des Erstgeborenen. Doch Rebekka, die Isaaks Wunsch gehört hat, lässt Jakob rufen und schickt ihn mit einem gleichwertigen Essen und – da Esau stark behaart ist – mit Schaffellen drapiert zu ihrem Mann ins Zelt. Dieser hält Jakob für Esau und segnet ihn. Als der richtige Esau eintrifft, fällt der Betrug auf. Esau, wütend vor Zorn, plant Jakob zu töten. Isaak und Rebekka schicken daraufhin Jakob fort, nach Haran, wo sein Onkel Laban wohnt. Dort soll Jakob in Sicherheit sein.
Auf dem Weg nach Haran wird Jakob von Esaus Schwager Jobonaham verfolgt, der im Auftrag Esaus die Geschenke an Laban zurückholen will. Und tatsächlich; um leichter vorwärtszukommen, lässt Jakob die drei Esel zurück und muss nun mittellos die Reise fortsetzen.
In derselben Nacht lagert Jakob im Freien. Ein Stein dient ihm als Kopfkissen, als er eine Vision hat. Er sieht eine Treppe, die bis in den Himmel führt. Auf ihr steigen Engel auf und nieder. Auch hört er die Stimme Gottes, die ihm ebenfalls verspricht, aus ihm und seinen Nachfahren ein großes Volk zu machen. Jakob nennt am nächsten Morgen die Stätte Bethel.
Einige Tage später erreicht Jakob erschöpft und hungrig Haran. Am Dorfbrunnen begegnet er zwei Hirten, die er nach Laban befragt. Diese weisen auf ein junges Mädchen, das sich dem Brunnen nähert. Es ist Rahel, die jüngste Tochter Labans. Jakob verliebt sich augenblicklich in seine Cousine. Er wagt es, sie zu küssen. Erschrocken läuft sie zu ihrem Vater, gefolgt von Jakob.
Jakob beginnt bei Laban ein gutes Leben. Er beginnt, hart für seinen Onkel zu arbeiten, doch er kann dabei nie seine Liebe und Zuneigung zu Rahel vergessen. Eines Tages bittet er Laban, Rahel heiraten zu dürfen. Laban willigt ein, unter der Voraussetzung, dass Jakob sieben Jahre für Laban dienen solle. Jakob willigt ein.
Sieben Jahre vergehen; Jakob arbeitet hart. Der Tag der Hochzeit steht bevor, der auch groß gefeiert wird. In der Hochzeitsnacht wird Jakob zu seiner Braut geführt. Doch der Schock am Morgen ist groß: Nicht Rahel liegt neben ihm, sondern ihre ältere Schwester Lea. Laban, mit dem Betrug konfrontiert, gibt an, dass es nicht rechtens wäre, die jüngere vor der älteren Schwester zu vermählen, aber Jakob könne Rahel auch heiraten, wenn er erneut sieben Jahre für Laban arbeiten würde.
In den kommenden sieben Jahren bringt Lea Söhne zur Welt; Rahel, obwohl sie mit Jakob schläft, bleibt kinderlos. Darum gibt sie Jakob ihre Magd Bilha zur Frau, in der Hoffnung, durch sie Mutter zu werden. Und auch Bilha gebiert Söhne.
Jakobs Besitz hat sich inzwischen vergrößert, und so plant er, bald nach Kanaan zurückzukehren. Da stellt sich die freudige Mitteilung ein, dass auch Rahel schwanger ist. Jakob plant nach der Geburt des Kindes aufzubrechen. Doch Laban versucht Jakob an sich zu binden, um auch seinen Reichtum zu vermehren, während Jakob sich nicht beirren lässt.
Rahel bringt bald darauf Josef zur Welt. Einige Tage später, während Laban und seine Söhne, Morasch und Beor, mit der Schur beschäftigt sind, brechen sie heimlich auf. Doch Laban verfolgt den Trupp und stellt Jakob. Obwohl er mit dem Vorsatz aufgebrochen ist, Jakob umzubringen, hat Gott ihn in der Nacht gewarnt, Jakob nichts anzutun. Durch einen Altar soll das Bündnis zwischen Laban und Jakob bekräftigt werden.
Doch Esau hat erfahren, dass Jakob nach Kanaan zieht. Er plant ebenfalls, mit einem Trupp Männer seinen Bruder und all sein Hab und Gut zu vernichten. Die Gaben, die Jakob Esau entgegenschickt, sind ihm dabei gleichgültig.
In der Nacht vor der unvermeidlichen Konfrontation zieht sich Jakob an den Fluss Jabbok zurück, wo ihn ein unbekannter Mann attackiert. Jakob siegt und verlangt von dem Fremden, seine Niederlage einzugestehen. Erst jetzt offenbart sich der Fremde als Gott und gibt Jakob einen anderen Namen – Israel.
Am Morgen tritt Jakob seinem Bruder Esau entgegen, der jedoch ebenfalls Gottes Stimme vernommen hat. Es kommt zur Versöhnung der Brüder nach knapp 15 Jahren Hass und Eifersucht, aber Jakob und Esau beschließen, sich zu trennen. Während Esau nach Seir zieht, reist Jakob nach Sichem. Gemeinsam beschließen sie, das Geschick von zwei verschiedenen Stämmen und zwei neuen Volksgruppen zu lenken.

## Hintergrund
Waren „Die Bibel – Genesis“ und „Die Bibel – Abraham“ noch Adaptionen von John Hustons Monumentalfilm „Die Bibel“, so ist „Jakob“ der erste Film der Reihe, der sich an keinem Hollywoodfilm aus den 1960ern messen konnte.
Wie auch seine Vorgänger, wurde der Film in Ouarzazate (Marokko) gedreht. Um historische Authentizität bemüht, gibt es dennoch einige Abweichungen von der Heiligen Schrift. So wird nicht Jobonaham und dessen Versuch, Jakobs Brautgaben zu stehlen, erwähnt. Obwohl in der Bibel viele Namen und Stammbäume aufgelistet werden, wird kein Jobonaham erwähnt. Allerdings basierte ein Teil des Drehbuchs auf dem Roman Giacobbe des italienischen Schriftstellers Francesco Maria Nappi. Ein weiterer ungenauer Aspekt ist die Darstellung Harans. Haran soll bereits zu Zeiten Abrahams eine Stadt mit Tausenden Einwohnern gewesen sein. Sie in dieser Zeitperiode – knapp 50 Jahre später – als mittelgroße Kleinstadt zu präsentieren, ist historisch inkorrekt.

## Kritik
„In einer bibelnahen Umsetzung wird die Geschichte eines listenreichen, glücklichen Mannes erzählt, der seinen festen Gottesglauben mit Weltzugewandtheit verbindet. Ein klar strukturierter Film mit einer einfachen Bildgestaltung, solide inszeniert und sachdienlich gespielt. Die mitunter zu üppig aufgetragene Musik (Gotteserscheinungen) wirkt etwas störend.“

## Crossover
In „Die Bibel - Josef“, dem nachfolgenden Film, werden andere Schauspieler die biblischen Charaktere verkörpern, die jedoch kaum Ähnlichkeit mit den Gesichtern aus „Jakob“ haben.
- Jakob: Matthew Modine – Martin Landau
- Rahel: Lara Flynn Boyle – Alice Krige
- Lea: Juliet Aubrey – Dominique Sanda

## Anekdoten
Die Tochter des Regisseurs, Peter Hall, Emma Hall, verkörperte mit Josef einen Jungen. Doch da sie damals ein Kleinkind war, fällt dies nicht weiter auf. Unbestätigten Angaben zufolge konnte kein Junge gefunden werden, der den Part übernahm.

## Synchronisation
- Jakob: Peter Reinhardt
- Rahel: Ulrike Stürzbecher
- Esau: Dieter Memel
- Isaak: Ulrich Voß
- Lea: Gabriele Streichhahn
- Rebekka: Anne Wollner
- Laban: Wolfgang Hess
- Jobonaham: Kaspar Eichel
- Die deutschsprachigen Schauspieler Waltz und Ohrt synchronisierten ihre wenigen Dialoge nicht selbst.